# Чемпионат Турции по баскетболу 2014/2015
Турецкая баскетбольная лига 2014/2015 (тур. 2014-15 Türkiye Basketbol Ligi) — 49-й розыгрыш высшего профессионального баскетбольного дивизиона Турции.
В конце регулярного сезона восемь лучших команд выйдут в плей-офф. Победитель плей-офф станет чемпионом Турции.
Последние две команды регулярного сезона выбывают в Турецкую баскетбольную вторую лигу.

## Участники
Анадолу Эфес

Бешикташ

Дарюшшафака

Фенербахче

Галатасарай

Истанбул ББ